# ويل روجرز (سياسي أمريكي)
ويل روجرز (بالإنجليزية: Will Rogers)‏ هو سياسي أمريكي، ولد في 17 مارس 1938 في بوسطن في الولايات المتحدة. حزبياً، نشط في الحزب الجمهوري. وقد انتخب عضو مجلس نواب مين.